# Stora Le

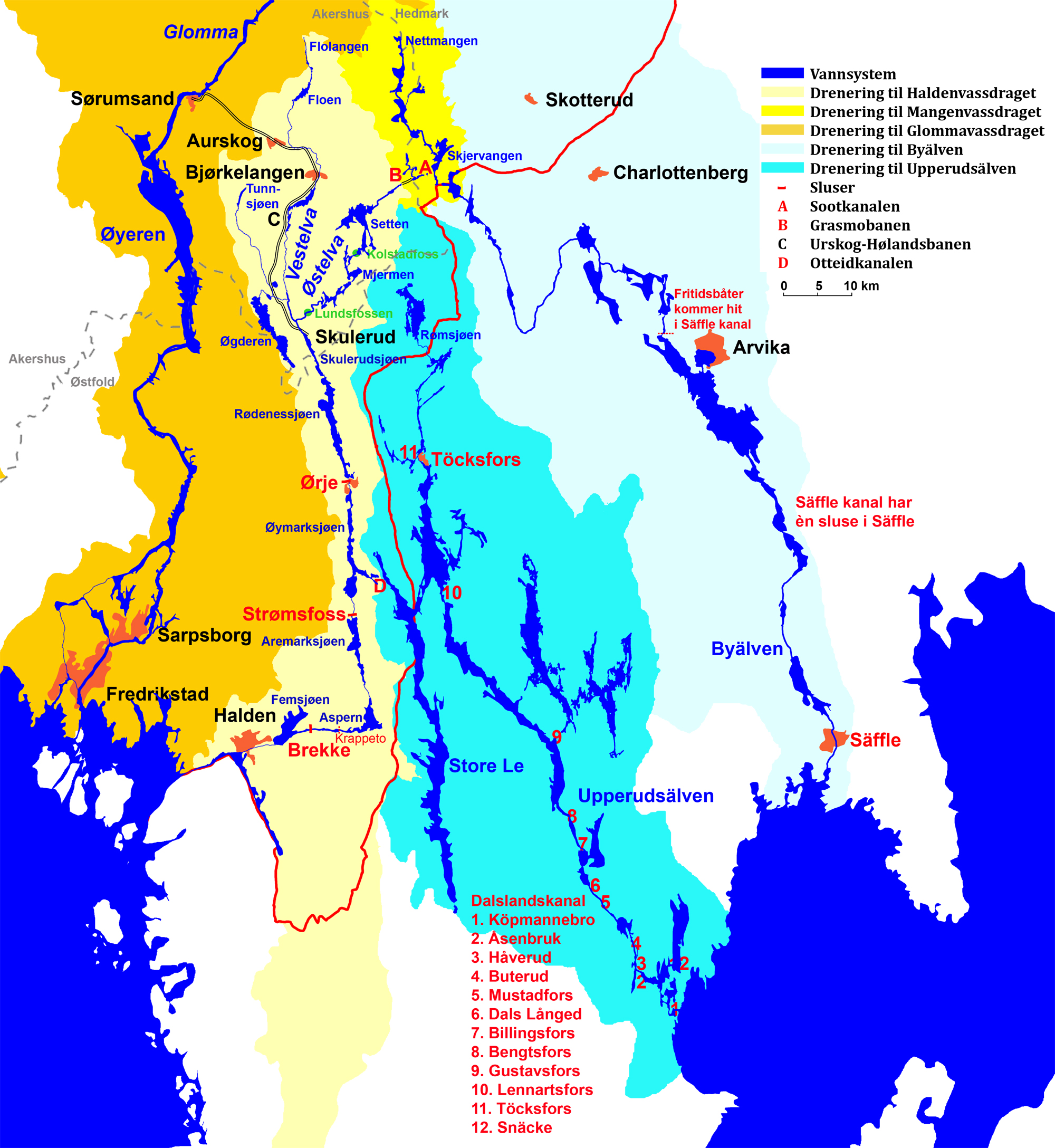
Lage des Stora Le im Einzugsgebiet des Dalsland-Kanals

Der Stora Le (auch Lesjön; Store Le auf Norwegisch) ist ein See in Dalsland, Schweden. Das nördliche Seeende reicht nach Norwegen und nach Värmland, wo er seine Fortsetzung als Foxen findet.
Der See erstreckt sich über 70 km von Ed im Süden bis nach Nössemark und Töcksfors im Norden, am Foxen gelegen. Es handelt sich um einen sehr schmalen See, der nur an wenigen Stellen mehr als 2–3 km Breite aufweist. Lediglich im Foxen, einem nordwestlichen Ausläufer, erreicht der See eine volle Breite von 5 km. Stora Le und Foxen zusammen bilden ein 131 km² großes Gewässer. Damit ist der Stora Le der neunzehntgrößte See in Schweden. Die größte Wassertiefe von 99 m erreicht der See südlich von Västra Fågelvik im Foxen.
Der Wasserspiegel des Seensystems wird seit 1945 reguliert, als er um etwa 60 cm angehoben wurde und nun auf einer Höhe von 102,1 m Höhe liegt.
Üblicherweise schwankt der Wasserspiegel um 1 m.
Der maximale Abfluss aus dem See liegt bei 80 m³/s.
Der See ist per Boot über den Dalsland-Kanal erreichbar.
Der See ist in eine Berglandschaft eingebettet.
Die Wälder reichen bis an das Seeufer.
Der Provinz-Fisch von Dalsland, der Vierhörnige Seeskorpion, kommt im Stora Le vor.
Durch die Insel Trollön (Trolløya auf Norwegisch) verläuft die schwedisch-norwegische Grenze.